# كينتا توغاوا
كينتا توغاوا (باليابانية: 戸川 健太) (23 يونيو 1981 في إيتاباشي في اليابان – )؛ هو لاعب كرة قدم ياباني سابق كان يلعب كمدافع.

## وصلات خارجية
- كينتا توغاوا على موقع رابطة كرة القدم اليابانية للمحترفين (اليابانية)
- كينتا توغاوا على موقع قاعدة بيانات كرة القدم.إي يو (الإنجليزية)
- كينتا توغاوا على موقع Soccerway.com (الإنجليزية)
- كينتا توغاوا على موقع عالم كرة القدم.نت (الإنجليزية)